# Stilbella byssiseda
Stilbella byssiseda är en svampart som först beskrevs av Christiaan Hendrik Persoon, och fick sitt nu gällande namn av Seifert 1985. Stilbella byssiseda ingår i släktet Stilbella, ordningen köttkärnsvampar, klassen Sordariomycetes, divisionen sporsäcksvampar och riket svampar.   Inga underarter finns listade i Catalogue of Life.